# Iván Láptev
Iván Serguéyevich Láptev (en ruso: Иван Сергеевич Лаптев, Zanevka, Unión Soviética, 1 de abril de 1979) es un pastor y teólogo finlandés ingrio de Rusia. Es el líder religioso de la Iglesia evangélica luterana de Ingria. Desde 2019, ha desempeñado un papel central en esta comunidad como obispo, siendo reconocido tanto por su liderazgo espiritual como por su contribución a la preservación de la memoria histórica de su familia y la comunidad finlandesa ingria. Su carrera abarca desde la docencia en teología hasta la lucha por mantener viva la memoria de las deportaciones soviéticas que marcaron la historia de su pueblo. Láptev ha logrado conciliar su vocación religiosa con un compromiso profundo hacia la historia y la resiliencia de su comunidad, en particular de su abuela y otros familiares que fueron víctimas de las políticas represivas de Stalin. Esta intersección entre fe y memoria histórica ha sido clave en su vida y labor.

## Biografía

### Primeros años y educación
Láptev nació en una familia marcada por las experiencias de desarraigo y persecución, siendo su abuela, Rauha Ivanovna Nenonen, una de las muchas personas afectadas por las deportaciones soviéticas. La familia de Láptev sufrió la pérdida de su hogar en Koltushi, donde su abuela fue obligada a abandonar su granja cuando tenía ocho años debido a las políticas de Stalin. Esta historia familiar ha influido profundamente en la identidad de Láptev, quien ha relatado en diversas ocasiones el sufrimiento y la resiliencia de su familia, subrayando cómo la fe y la memoria histórica fueron esenciales para la supervivencia emocional.
Desde joven, Láptev mostró interés por la teología, formándose en el Instituto Teológico de la Iglesia de Ingria, donde obtuvo su maestría en 2013. Su tesis, titulada Aplicación de métodos de modelado semiótico en la exégesis (un ejemplo basado en la Epístola a los Hebreos), reflejó su enfoque académico en la interpretación profunda de los textos sagrados.

### Carrera pastoral
Láptev fue ordenado como pastor en 2011 y comenzó a servir como líder espiritual en las parroquias de San Jorge en Koltushi y Gubanitsi. Estas experiencias pastorales fueron fundamentales para su desarrollo como teólogo y líder de su comunidad. En 2015, asumió el cargo de rector interino del Instituto Teológico de la Iglesia de Ingria, lo que le permitió combinar su labor pastoral con su dedicación a la formación académica de nuevos líderes religiosos. En esta función, también enseñó sobre el Antiguo y Nuevo Testamento, misiología y exégesis, destacándose por su compromiso con la educación teológica.

### Elección como obispo
En 2019, Láptev fue elegido obispo de la Iglesia evangélica luterana de Ingria durante el sínodo, un evento significativo que marcó el inicio de su liderazgo eclesiástico formal. En una votación reñida, Láptev obtuvo 48 votos, superando a su rival, el pastor Olav Panchu. Este proceso de elección fue un hito tanto en su carrera como en la historia de la Iglesia evangélica luterana de Ingria.

### Consagración y liderazgo

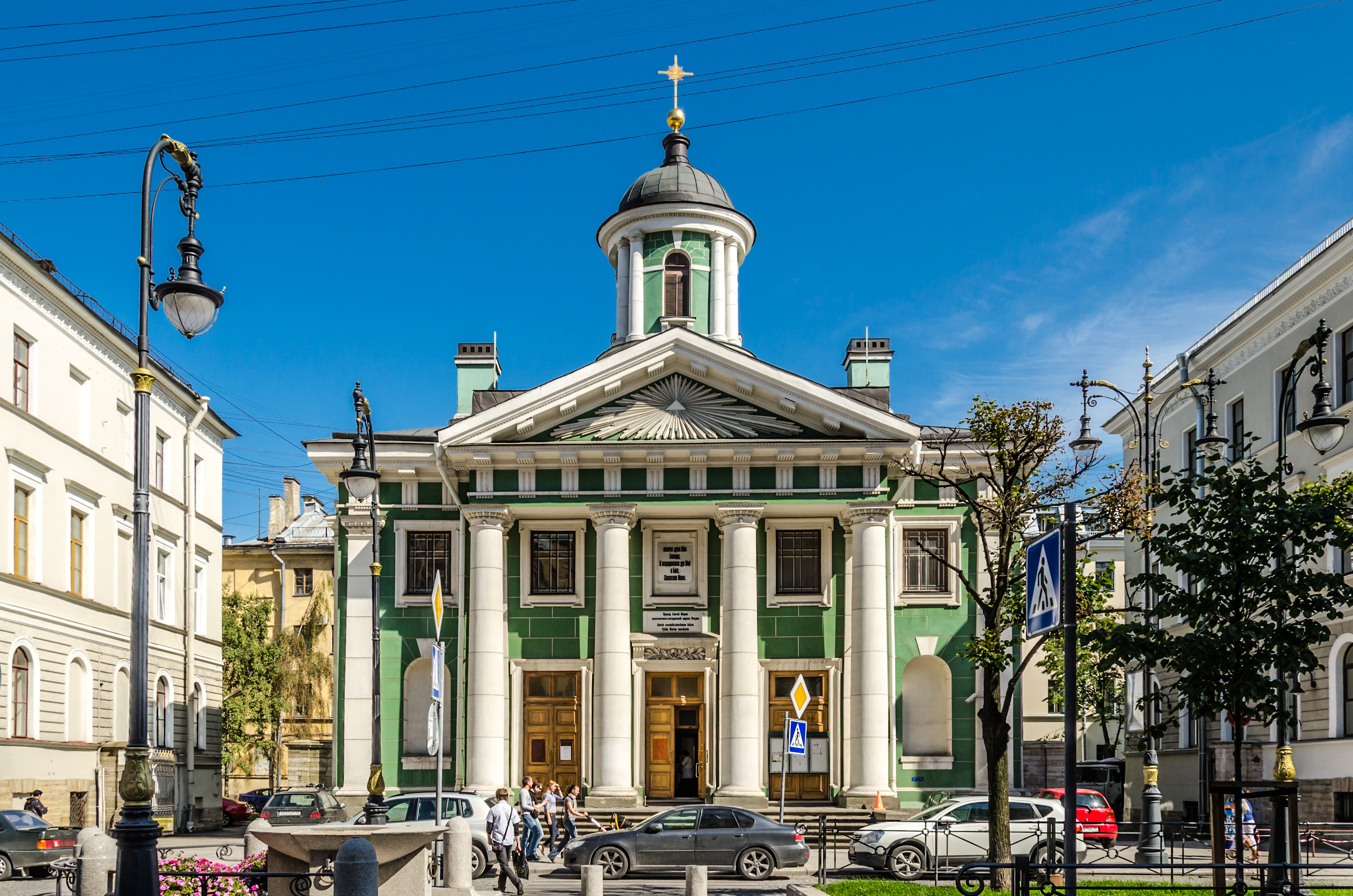
Iglesia de Santa María

La consagración de Láptev como obispo tuvo lugar el 9 de febrero de 2020 en la iglesia de Santa María en San Petersburgo. La ceremonia fue presidida por líderes de varias iglesias luteranas y contó con la presencia de autoridades estatales. Durante la consagración, Láptev asumió un solemne compromiso con su comunidad y con la promoción de la fe luterana, lo que subrayó su vocación al liderazgo espiritual y la unidad ecuménica. Su carácter meticuloso y amable ha sido ampliamente reconocido, siendo considerado un líder íntegro y dedicado tanto al servicio religioso como a la enseñanza.

### Fe y legado familiar
La fe ha sido una constante en la vida de Láptev, no solo como religioso sino también como miembro de una familia marcada por las adversidades históricas. Su bisabuelo, por ejemplo, dejó una frase escrita en finés que cuelga en la cocina de Láptev, exhortando a mantener la oración y nunca desistir. Este legado espiritual, transmitido de generación en generación, resalta el papel central de la fe en la vida de Láptev, especialmente en tiempos de sufrimiento y adversidad.

## Obras
Láptev ha contribuido en el ámbito teológico y académico. Su tesis de maestría, centrada en la aplicación de métodos semióticos en la exégesis, es una de sus principales aportaciones intelectuales. Además, su trabajo como rector y docente en el Instituto Teológico de la Iglesia de Ingria ha influido en la formación de futuros líderes religiosos dentro de la Iglesia evangélica luterana de Ingria. En cuanto a su contribución al ámbito histórico y cultural, Láptev ha documentado y preservado la memoria de las deportaciones sufridas por los finlandeses ingrios durante el gobierno soviético, un testimonio fundamental de la resiliencia de su familia y su comunidad.